# Alois Hudal
Alois Hudal (también conocido como Luigi Hudal, 31 de mayo de 1885 en Graz, Imperio austrohúngaro - Grottaferrata, cerca de Roma, Italia; 13 de mayo de 1963) fue un obispo austríaco, residente en Roma. Durante 30 años fue rector del seminario alemán de Santa Maria dell'Anima en Roma y, hasta 1937, un influyente representante de la Iglesia austríaca. En su libro de 1937 Los fundamentos del nacional-socialismo, Hudal elogió a Adolf Hitler y algunas de sus políticas e indirectamente atacó las políticas de la Santa Sede. Después de la Segunda Guerra Mundial, un Hudal impenitente se hizo famoso por ayudar a establecer las ratlines o líneas de fuga, que permitieron a importantes nazis alemanes y otros ex oficiales y líderes políticos del Eje, entre ellos criminales de guerra, escapar de los juicios y la desnazificación.

## Carrera en Roma
Hijo de un zapatero, estudió teología en Graz, y fue ordenado sacerdote en 1908. Después de un primer doctorado en Teología (1911), se fue a Roma (1911-1913), donde obtuvo un segundo para un memorial sobre Die religioesen und sittlichen Ideen des Spruchbuches (Las ideas religiosas y morales del Libro de los Proverbios). Fue ayudante de capellán militar durante la Primera Guerra Mundial. En su Soldatenpredigten (Sermones a los soldados), publicado en 1917, expresa la idea de que "la lealtad a la bandera es la lealtad a Dios", al tiempo que advierte contra el chauvinismo "nacional".
Regresó a Roma en 1923, cuando fue nombrado rector del Colegio Teutónico de Santa Maria dell'Anima, que educaba a religiosos alemanes y austriacos. El embajador de Austria, Ludwig von Pastor, preocupado por no dejar esa responsabilidad a un alemán, fue el artífice de su nombramiento. En 1930, el cardenal Merry del Val, prefecto de la Congregación del Santo Oficio, le nombró consultor de la misma. En junio de 1933, el cardenal Eugenio Pacelli, futuro papa Pío XII, le ordenó obispo titular de Aela, manteniendo su posición como rector en Roma.
Durante esta época, mantuvo una relación de amistad con el entonces cardenal Pacelli, quien ayudó a que algún libro de Hudal —que ya entonces trataba de conciliar el nazismo con el catolicismo en lucha común contra un bolchevismo «judaizado» y también justificaba las Leyes de Núremberg, entre otras proclamas antisemitas— sorteara su inclusión en el Index.

## Los fundamentos del nacional-socialismo
A partir de ese momento abrazó el nacionalismo pangermánico que antes había condenado. Sus invectivas contra los judíos, a los que acusó de conspirar para dominar el mundo, fueron cada vez más frecuentes. También se mostró partidario de la creación de un ejército cristiano para invadir Rusia y eliminar la amenaza bolchevique de Roma. Hudal era un anticomunista convencido, pero también se oponía al liberalismo. Ya con anterioridad al ascenso del nazismo, fue un detractor del sistema parlamentario. Su ideario era similar, en lo político y lo económico, al de políticos fascistas como Engelbert Dollfuss o Kurt Schuschnigg (Austria), Franz von Papen (Alemania) y António de Oliveira Salazar (Portugal). Según el autor Greg Whitlock: «Hudal se ajustaba perfectamente a una fórmula vigente en aquel tiempo, la categoría del fascismo clerical».
En 1937, publicó "Los fundamentos del nacional-socialismo" (Die Grundlagen des Nationalsozialismus, Leipzig - Viena, 1937), en el que trata de encontrar un compromiso entre el catolicismo y la visión "cristiana" y "conservadora" del nazismo. Este libro está en directa oposición con la política exterior del papa Pío XI, que publicó el mismo año la encíclica Mit brennender Sorge (Con viva preocupación), condenando el nazismo, lo que le lleva a dejar de lado el Vaticano, aislándose en su colegio. Algunos historiadores lo acusan de ser un oficial de inteligencia nazi durante la Segunda Guerra Mundial, a través del SS Walter Rauff.
La invasión alemana de Austria (Anschluss) fue respaldada con entusiasmo por Hudal en la prensa austriaca, en contra de la posición de varios obispos de Austria.
A raíz del ataque de las fuerzas nazis sobre el gueto judío de Roma en 1943, que resultó en el arresto y deportación masivos de más de 1000 judíos a campos de exterminio, Pío XII eligió a Hudal para firmar un documento extraoficial de protesta dirigido a las autoridades nazis de ocupación en Roma. De este modo, la Santa Sede evitaba emitir una condena formal de los arrestos no deseada por el régimen nazi, una actitud que ha generado un debate historiográfico que llega hasta nuestros días.

## Laslíneas de escape
Después de la guerra, se convirtió en uno de los principales organizadores del movimiento de exfiltración de criminales de guerra nazis a Sudamérica, las ratlines o líneas de escape. Esta organización facilitó la huida de Adolf Eichmann, Gustav Wagner, Alois Brunner, Erich Priebke, Eduard Roschmann, Franz Stangl, Walter Rauff, Aribert Heim,  Josef Schwammberger, Herberts Cukurs y Josef Mengele, entre otros. Del mismo modo, algunos nazis, como el austriaco Otto Wächter, estuvieron viviendo en Roma después de la guerra con total impunidad bajo la protección de Hudal. Estas actividades provocaron un gran escándalo tras su revelación en 1947 por el diario católico bávaro Passauer Neue Presse. Alois Hudal finalmente se vio obligado a dimitir como rector del Colegio Santa Maria dell'Anima en 1952. Pasó sus últimos años en Grottaferrata, nunca mostró arrepentimiento por sus acciones e intentó hasta sus últimos días lograr una amnistía para los nazis.